# Turmhügel Schelenberg
Der Turmhügel Schelenberg ist eine abgegangene Turmhügelburg (Motte) etwa 1300 Meter nördlich Kirche in Eppisburg, einem heutigen Ortsteil der Gemeinde Holzheim im Landkreis Dillingen an der Donau in Bayern.
Die Burg, von der keine geschichtlichen Daten übermittelt sind, verfügte über einen sichelförmigen Halsgraben und ovalen Burgplatz mit zwei Wällen und dazwischen liegendem Abschnittsgraben.